# Куосманен, Матти
Матти Элиас Куосманен (фин. Matti Elias Kuosmanen; род. 2 сентября 1995, Ярвенпяа, Финляндия) — финский борец греко-римского стиля, призёр чемпионатов Европы. Чемпион мира и Европы среди кадетов 2011 и 2012 года. Участник Олимпийских игр 2020 года в Токио.

## Биография
Родился 2 сентября 1995 года в Ярвенпяа. Борьбой активно начал заниматься с 2000 года. В 2011 году стал чемпионом мира среди кадетов. В 2012 году завоевал золотую медаль первенства Европы среди кадетов.
В 2018 году стал бронзовым призёром чемпионата Европы в Каспийске в весовой категории до 97 кг.
На чемпионате Европы 2019 года в Бухаресте вновь завоевал бронзовую медаль.